# Rollinschaeta myoplena
Rollinschaeta myoplena — викопний вид багатощетинкових кільчастих червів, що існував у крейді (100 млн років тому).

## Назва
Рід Rollinschaeta було названо в шану Генрі Роллінза — музиканта з хардкор-панк-гурту «Black Flag». Видова назва myoplena перекладається з грецької як «повні м'язи».

## Скам'янілості
Скам'янілі відбитки тварини знайдено у вапняковому кар'єрі неподалік міста Гджула на заході Лівану. У зразку чудово збереглися відбитки м'язів, кишечника та параподій. Голотип зберігається у Музеї природознавства у Лондоні.

## Опис
Тіло Rollinschaeta myoplena завдовжки від 27 до 108 мм із 61-181 сегментом, які плавно звужуються до пігідія. Кількість хетігерів залежить від загальної довжини тіла, що свідчить про те, що ріст невизначений і що сегменти додаються постійно протягом життя. Звуження до голови менш виражене, з максимальною шириною позаду голови, точне положення залежить від стану скорочення передньої частини тварини. Глотка м'язиста і вивернута, із заднім краєм рота, що прилягає до третього хетігера. Придатки голови, якщо вони були, не збереглися. Присутні парні дорсальні, дорсолатеральні та вентральні поздовжні м'язи, вентральні кругові м'язи, дорсальні кругові м'язи.